# Nalle Puh (Disney)

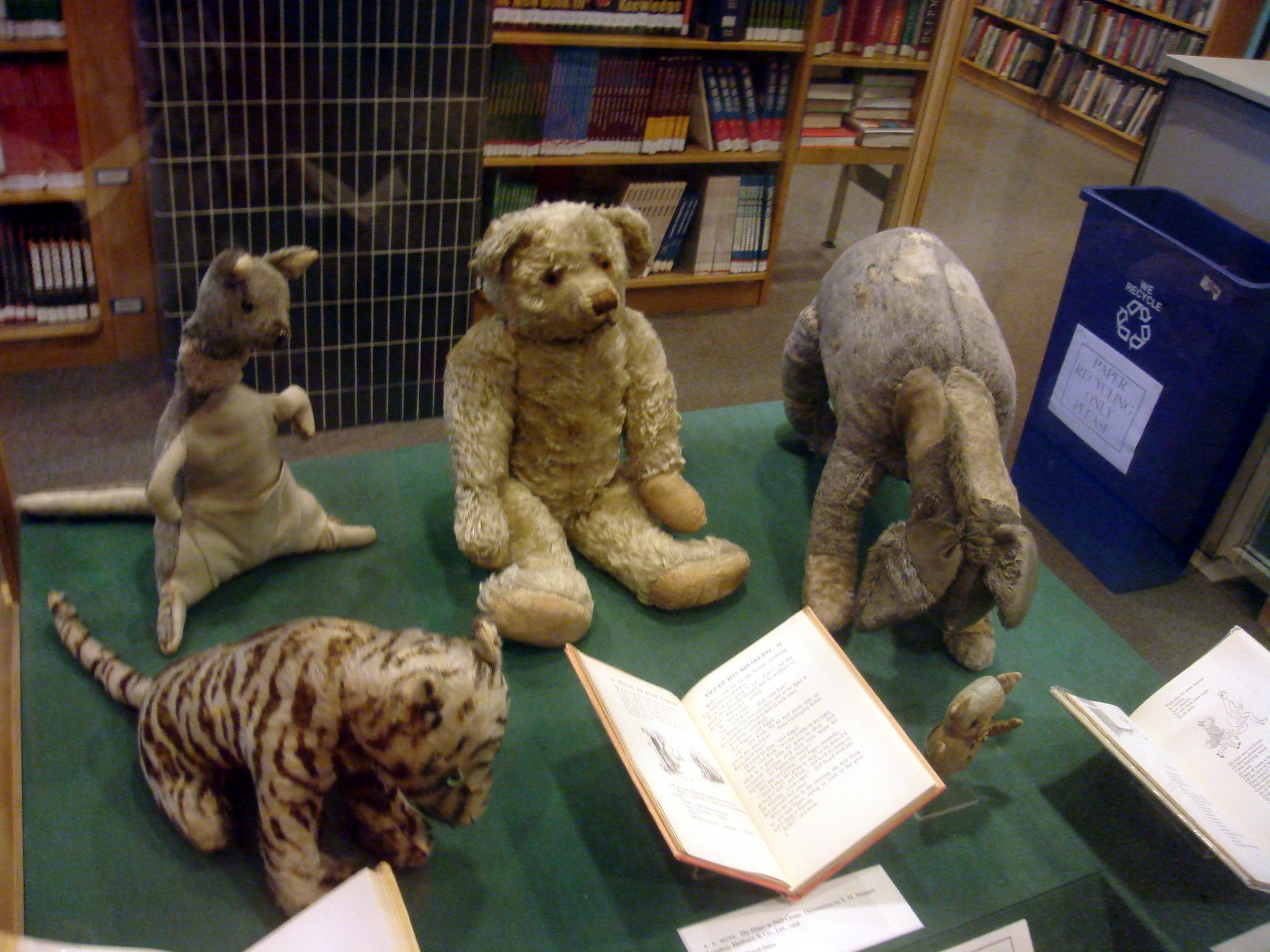
Den ursprunglige Nalle Puh med vänner. Bakre raden: Kängu, Puh och I-or. Främre raden: Tiger och Nasse.

Nalle Puh (orig. Winnie the Pooh) och hans vänner i Sjumilaskogen skapades av A.A. Milne på 1920-talet (se Nalle Puh).
Walt Disney Productions köpte rättigheterna till Milnes figurer 1961, och sedan 1966, då den första kortfilmen hade premiär, har Nalle Puh för många mest blivit förknippad med Disneys version. Flera kortfilmer, långfilmer och tv-serier har producerats, och figuren har även rönt stor framgång på den svenska serietidningsmarknaden.

## Persongalleri
- Nalle Puh (Winnie the Pooh) - björnen med mycket liten hjärna och en stor passion för honung. Bor i ett gammalt träd, han har en skylt över sin ytterdörr med texten "Sanders".
- Christoffer Robin (Christopher Robin) - Puhs bästa vän och seriens enda människa. Löst baserad på upphovsmannen A. A. Milnes son med samma namn.
- Nasse (Piglet) - en liten, rädd gris.
- Kanin (Rabbit) - praktiskt sinnad kanin som helst av allt vill ägna sig åt sitt morotsland.
- Tiger (Tigger) - våldsamt studsig tiger med aldrig sinande energi.
- I-or (Eeyore) - deppig åsna, som alltid kan se det negativa i tillvaron.
- Uggla (Owl) - mycket beläst - tror han själv i alla fall. Han har åtminstone många böcker. Ibland när han har lust så berättar han om sina släktingar och deras strapatser.
- Ru (Roo) - Känguruunge, vars stora idol är Tiger.
- Kängu (Kanga) - Rus godhjärtade mamma som även är en mycket god vän till Tiger.
- Sorken (Gopher) - till skillnad från de övriga i gänget skapad av Disney. Lätt tokig i dynamit, och mycket glad i att gräva gångar i marken.
- Heffaklumparna (the Heffalumps) - varelserna Puh och hans djurvänner drömmer mardrömmar om. Men är de egentligen så farliga?
- Tesslorna (the Woozels) - Är precis som Heffaklumparna mardrömsdjur.
- Jagular – jaguarliknande figurer

## Filmatiseringar

### Novellfilmer
- Nalle Puh på honungsjakt (Winnie the Pooh and the Honey Tree, 1966)
- Nalle Puh och den stormiga dagen (Winnie the Pooh and the Blustery Day, 1968)
- Nalle Puh och den skuttande tigern (Winnie the Pooh and Tigger Too, 1974)
- Iors födelsedag (A Day for Eeyore, 1983)

De tre första sammanställdes 1977 till Disneyklassikern Filmen om Nalle Puh.

### Långfilmer
- Filmen om Nalle Puh (The Many Adventures of Winnie the Pooh, 1977)
- Nalle Puh och jakten på Christoffer Robin (Pooh's Grand Adventure: The Search for Christopher Robin, 1997)
- Tigers film (The Tigger Movie, 2000)
- Nasses stora film (Piglet's Big Movie, 2003)
- Nalle Puh – Vårkul med Ru (2004)
- Puhs film om Heffaklumpen (Pooh's Heffalump Movie, 2005)
- Nalle Puhs film - Nya äventyr i Sjumilaskogen (Winnie the Pooh, 2011)
- Christoffer Robin & Nalle Puh (Christopher Robin, 2018)

Samtliga ovanstående Puh-filmer förutom Nalle Puh och Jakten på Christoffer Robin och Vårkul med Ru fick biopremiär. Utöver dessa filmer har även flera VHS- och DVD-utgåvor släppts, med avsnitt från den tecknade tv-serien Nya äventyr med Nalle Puh blandat med en del nytt material.
- Spökligt roligt & Buh Nalle Puh (1996)
- Nalle Puh – Vännernas fest (1999)
- Nalle Puh – Jullovet (2002)
- Alla Hjärtans Dag & En hjärtlig dag (2005)
- Puhs Heffaklump Halloween (2005)

### TV-produktioner
- Winnie the Pooh and Friends: (1982) TV-special med arkivfotografier och blandat Nalle Puh-material.
- Welcome to Pooh Corner: (1983) TV-serie med dockor. Fick sedermera en uppföljare i Boken om Puh.
- Nya äventyr med Nalle Puh (1988-1991)
- Cartoon All-Stars to the Rescue: en trettio minuters tecknad antidrogspecial för TV från 1990, med en mängd kända figurer, förutom Puh och Tiger även Knattarna, Smurfarna, Mupparna, Snurre Sprätt, Daffy Anka, Teenage Mutant Ninja Turtles, katten Gustaf och Alf.
- Boken om Nalle Puh (2000)

## Svenska serietidningar
Den tecknade serieversionen av Nalle Puh har i Sverige getts ut i flera olika tidningar, sedan 1981. Puh har enbart getts ut i de serietidningar som bär hans namn, aldrig i andra Disneytidningar. 

### Nedlagda
- Nalle Puh (1981–1984) — Puhs första försök på den svenska seriemarknaden. 47 nummer på vardera 36 sidor gavs ut.
- Nalle Puh Special (1988–1992 och 1996) — sex 68-sidiga seriealbum, gavs ut årsvis och repriserade serier från Nalle Puh.
- Nalle Puhs Klokbok (2001–2004) — bestående av en grön, en röd, en blå och en gul bok. 48 sidor med en seriestripp på varje sida.

### Pågående
- Nalle Puh (1998-) — 36-sidig månadstidning som till en början repriserade tidigare svenskpublicerat material.
- Nalle Puhs Julalbum (1999-) — julalbum med blandade Nalle Puh-serier.
- Nalle Puh Magasinet (2000-) — magasin med blandning av serier och pyssel.
- Nalle Puh Pyssel (2002-) — enbart pyssel.